# Edgar Paszkudzki
Edgar Paszkudzki herbu Zadora (ur. ok. 1843, zm. 19 marca 1907 we Lwowie) – polski właściciel dóbr ziemskich, działacz gospodarczy, samorządowy i społeczny.

## Życiorys
Rodzina Paszkudzkich pochodziła z ziemi łukowskiej. Edgar Paszkudzki urodził się około 1843. Legitymował się herbem szlacheckim Zadora (z tego względu niekiedy przedstawiany jako Edgar Zadora Paszkudzki). Był synem Ignacego Panteleona i Marii z rodu Leszkowiczów Baczyńskich herbu Sas oraz bratem Mieczysława.
Udzielał się przy organizacji na rzecz powstania styczniowego 1863, przede wszystkim zaopatrując oddziały w prowiant. Posiadał własności ziemskie w Horodłowice (wcześniej, w 1886 właścicielką była Maria Paszkucka, w 1890 był ich współwłaścicielem z Marią i Mieczysławem Paszkudzkim. Władał dobrami Horodłowice niższe, a jesienią 1892 dodatkowo nabył od spadkobierców Józefa Pajączkowskiego Horodłowice wyższe za kwotę 86 tys. zł.. W 1897 figurował jako samodzielny właściciel Horodłowic, w 1904 wspólnie z Józefem Nikorowiczem, a rok później figurował jako właściciel Horodłowic II (ww. Nikorowicz władał wtedy Horodłowicami I).
Od około 1878 do około 1905 był czynnym członkiem oddziału bełzkiego (potem bełzko-sokalskiego) C. K. Galicyjskiego Towarzystwa Gospodarskiego. Od około 1879 do około 1883 zastępcą członka C. K. Powiatowej Komisji Szacunkowej w Sokalu. Od około 1882 do około 1900 był detaksatorem wydziału okręgowego w Sokalu C. K. Galicyjskiego Towarzystwa Kredytowego Ziemskiego. W lipcu 1883 został wybrany w wyborze uzupełniającym do Rady c. k. powiatu sokalskiego z grupy większych posiadłości. W tej kadencji pozostawał członkiem rady do około 1884. Ponownie został wybrany członkiem tej Rady z grupy większych posiadłości około 1896 i zasiadał w niej do około 1899.
Był wylosowywany na kadencje sędziów przysięgłych we Lwowie w 1887, w 1894, w 1898. Działał na rzecz Towarzystwa Opieki nad Weteranami z r. 1831. Należał do Sodalicji Mariańskiej.
Zamieszkiwał przy ulicy Kochanowskiego 51 we Lwowie. W tym mieście zmarł po ciężkiej chorobie 19 marca 1907 w wieku 64 lat. Został pochowany w grobowcu rodzinnym na Cmentarzu Łyczakowskim we Lwowie 21 marca 1907. Był żonaty, miał dzieci.